# Cornelis Meyssens
Cornelis Meyssens oder Cornelis Meijssens (* um 1640 in Antwerpen; † wahrscheinlich in Wien) war ein flämischer Kupferstecher und Grafiker, der für seine Reproduktionsdrucke nach berühmten Malern und Porträts bekannt war. Er wurde in seiner Heimatstadt Antwerpen ausgebildet und zog später nach Wien, wo er für den Rest seines Lebens arbeitete.

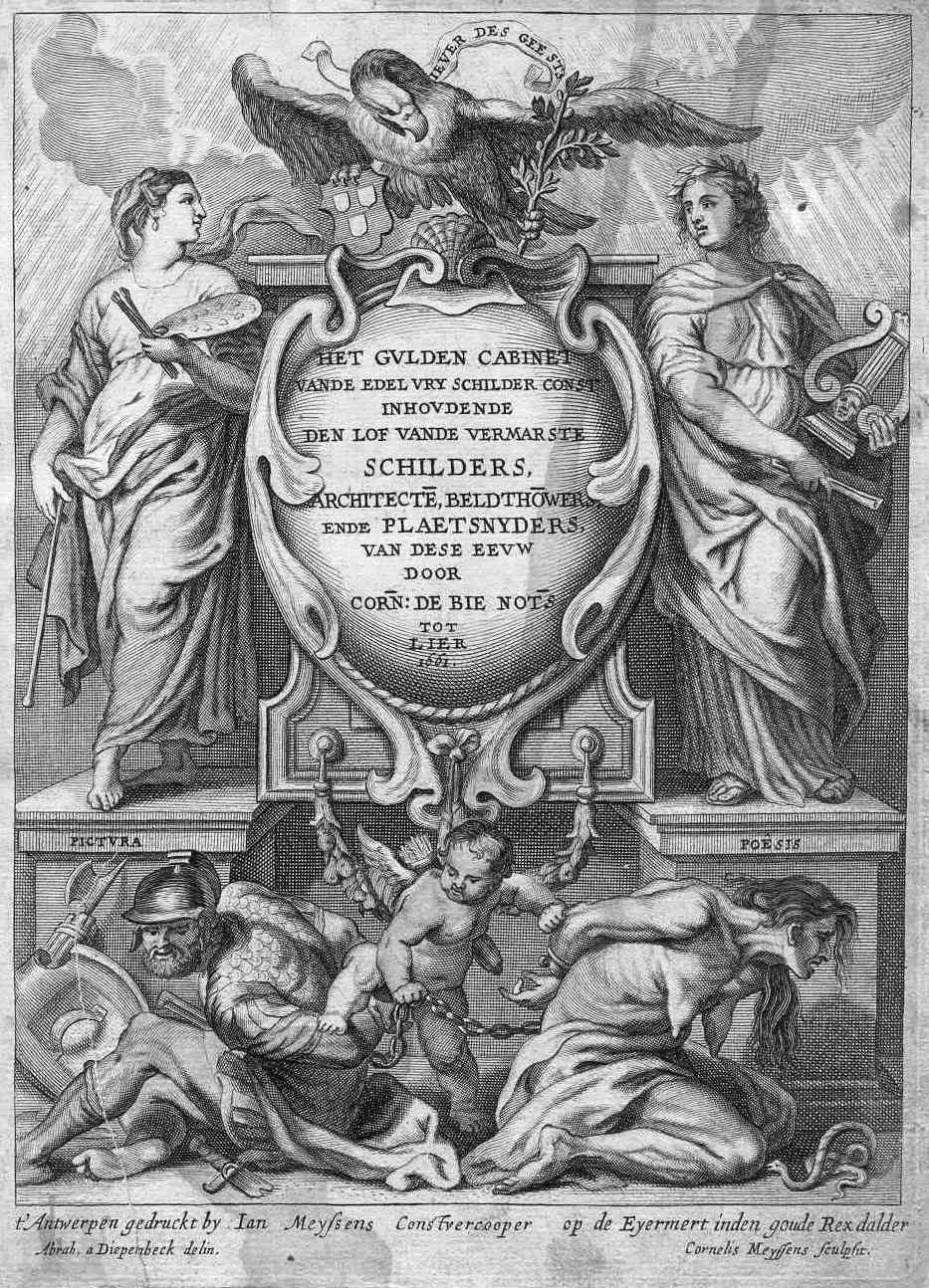
Titelseite von Het Gulden Cabinet

## Leben
Cornelis Meyssens wurde vor 1640 als Sohn des bekannten Kupferstechers und Verlegers Joannes Meyssens und Anna Jacobs in Antwerpen geboren. Er wurde von seinem Vater ausgebildet und im Zunftjahr 1660–1661 als „Wijnmeester“ (d. h. als Sohn eines Meisters) in der Antwerpener Lukasgilde eingetragen.

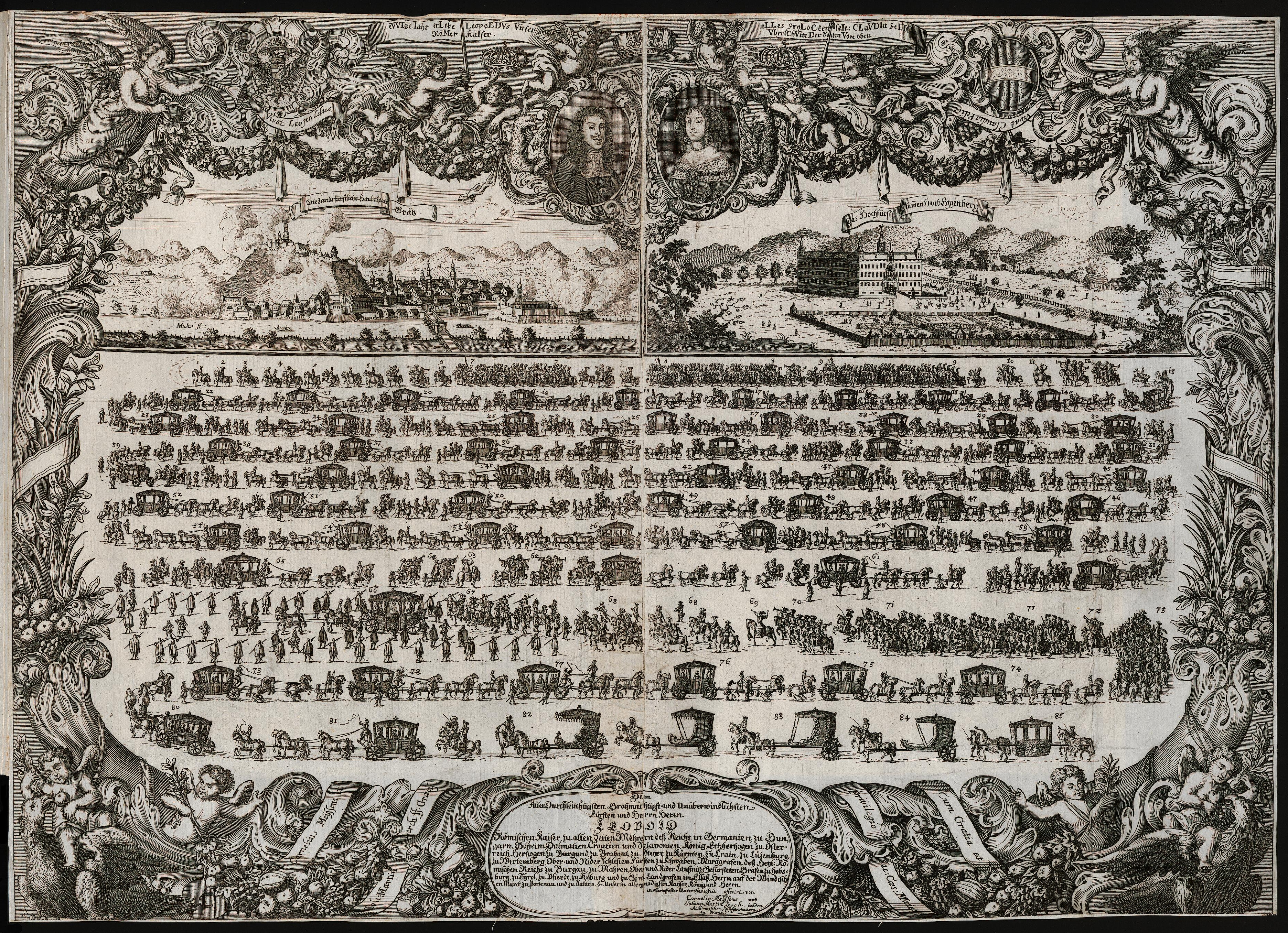
Prozession anlässlich der Hochzeit von Kaiser Leopold mit Claudia Felicitas von Österreich

Cornelis arbeitete schon in seiner Jugend an den Verlagsprojekten seines Vaters mit. Im Jahr 1660 ließ er ein Porträt Karls II. von England mit seiner Unterschrift veröffentlichen. Im folgenden Jahr wurde er von Cornelis de Bie gelobt, dessen Künstlerbiografie Het Gulden Cabinet vande Edel Vry Schilder-Const 1662 von Cornelis Vater herausgegeben wurde. Das Buch enthält eine Reihe von Kupferstichen von Cornelis, darunter das Frontispiz nach einem Entwurf von Abraham van Diepenbeeck.
Er arbeitete an verschiedenen Publikationen seines Vaters mit, darunter Porträts von ehemaligen und gegenwärtigen Adligen aus Flandern, Holland und dem Heiligen Römischen Reich. Es ist möglich, dass die Veröffentlichung der Effigies Imperatorum Domus Austriacae mit Porträts von Mitgliedern der österreichischen Kaiserfamilie durch seinen Vater im Jahr 1663 die Aufmerksamkeit der Verleger in Wien erregte, jedenfalls ist er ab 1673 in Wien nachweisbar, wo er im Barlotti-Haus am Stubentor wohnte. Hier starben auch seine Kinder und seine erste Frau. Am 28. Februar 1677 heiratete er erneut in Wien und zwar Catharina Westhausin aus Westfalen. In Wien arbeitete er an verschiedenen Verlagsprojekten, oft in Zusammenarbeit mit anderen Künstlern und Verlegern aus Flandern oder den Niederlanden.
Ort und Zeitpunkt seines Todes sind nicht überliefert, er starb aber wahrscheinlich in Wien.

## Werk

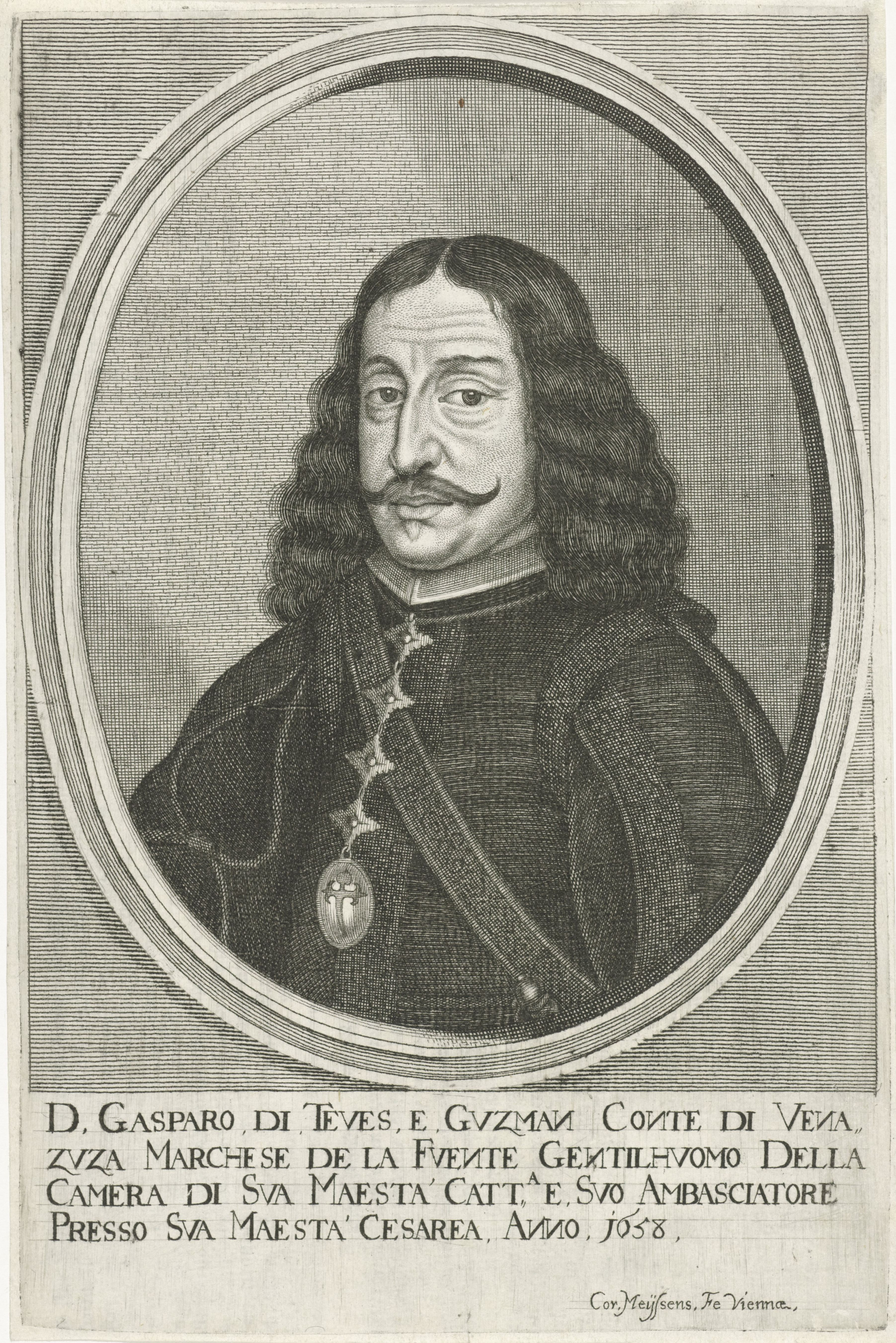
'Porträt von Don Gaspar de Tebes y Tello de Guzmán

Meyssens arbeitete als Kupferstecher, der vor allem Porträtstiche und Titelseiten von Büchern nach Entwürfen anderer Künstler anfertigte. Er fertigte einige Reproduktionsstiche nach Werken der Meister an, wie seinen Heiligen Rochus, der für die Pestkranken eintritt, nach Peter Paul Rubens.
Meyssens arbeitete an der Historia di Leopoldo Cesare mit, die von Galeazzo Gualdo Priorato verfasst und von dem flämischen Verleger Johann Baptist Hacque aus Antwerpen in Wien herausgegeben wurde. Der erste und zweite Band des Buches wurden 1670 veröffentlicht, der dritte 1674. Der erste Band beschreibt die politischen und militärischen Erfolge Kaiser Leopolds I. zwischen 1656 und 1670 und ist hauptsächlich mit Kupferstichen illustriert, die von flämischen und niederländischen Kupferstechern nach Entwürfen anderer niederländischer, aber auch deutscher und italienischer Künstler angefertigt wurden. Die Illustrationen zeigen vor allem Porträts europäischer Monarchen und bedeutender Aristokraten, Szenen aus Schlössern und Schlachten, Landkarten und Zeremonien. Neben Meyssens waren die niederländischen und flämischen Künstler Frans Geffels, Jan de Herdt, Franciscus van der Steen, Gerard Bouttats, Adriaen van Bloemen, Sebastian van Dryweghen und Jacob Toorenvliet beteiligt. Auch die deutschen Künstler Moritz Lang, Johann Martin Lerch und Johann Holst sowie die Italiener Il Bianchi, Marco Boschini und Leonardus Hen.t Venetiis leisteten Beiträge. Meyssens stach eine Reihe der Porträts, die in diesem Werk enthalten sind.